# Самариха (река)
Самариха — река в России, протекает по территории города Шахунья, приток реки Чернушки.
Исток реки находится на пересечении улиц Ленина и Крупской из двух ручьёв. Проходит через город. В районе Парка Культуры и храма запружена. После запруды пересекает только улицы Первомайскую, Генерала Веденина и Энгельса, после чего резко сворачивает на запад и северо-запад. Устье находится возле починка Морозовский. Генеральное направление течения — север.